# The Points
 (janvier 2018).
Si vous disposez d'ouvrages ou d'articles de référence ou si vous connaissez des sites web de qualité traitant du thème abordé ici, merci de compléter l'article en donnant les références utiles à sa vérifiabilité et en les liant à la section « Notes et références ».
The Points est une chanson et un clip vidéo réalisés en 1995. 
Elle figure sur la bande originale du film Panther. Plusieurs rappeurs ont écrit et composé cette chanson dont The Notorious B.I.G., Coolio, Redman et d'autres.